# 1990년 대한민국의 영화
다음은 1990년에 대한민국의 영화에 관한 서술한다.

## 흥행 주요 기록
흥행 당시에 외화 1위는 〈사랑과 영혼〉이 관객수 서울 153만명을 세웠고, 방화 1위는 〈장군의 아들〉이 한국 영화 사상 최초로 관객수 서울 60만명을 넘었다. 앞서 2위 〈그들도 우리처럼〉도 흥행이 차지하였다. 영화상은 춘사예술영화상이 처음 시작되었고, 청룡영화상이 다시 재개하였다. 따라서 관객동원율은 방화가 줄고, 외화가 늘었다.

## 이벤트 및 수상
- 제26회 백상예술대상
- 제28회 대종상 영화제
- 제10회 한국영화평론가협회상
- 제11회 청룡영화상
- 제14회 황금촬영상
- 제1회 춘사예술영화상

## 같이 보기
- 1990년 영화
- 대한민국의 영화